# Ziplanda
Ziplanda era una ciutat i un centre religiós dels hitites de situació desconeguda però inclosa en el regne d'Hakpis i probablement propera a Ankuwa.
Era una ciutat sagrada des dels inicis de l'antic imperi hitita, a un nivell semblant al d'Arinna i Nerik, i cap al final de l'Imperi, com les ciutats d'Hattusa i Tarhuntassa. El rei hitita celebrava en aquella ciutat les cerimònies religioses imperials de primavera i de tardor i possiblement l'anomenada "Festa de la caça". El que es coneix de la ciutat es deu a unes tauletes trobades a Hattusa, que sembla que era també una ciutat propera. Les tauletes parlen del déu de les Tempestes de Ziplanda, que era un fill de Tessub, el déu de les Tempestes de Nerik i d'Arinnitti, la deessa de Sol d'Arinna. També diuen que hi havia un palau o residència reial, i descriuen les festes religioses que se celebraven a la ciutat. Ziplanda tenia unes defenses lleugeres, que suggereixen que es tractava d'un centre religiós. A la ciutat s'han trobat diversos centres de culte, i també als voltants.
Els kashka van destruir la ciutat en temps de Muwatal·lis II, i aquest rei va formar el regne d'Hakpis al tomb de l'any 1300 aC que va donar al seu germà Hattusilis III amb la finalitat d'aturar des d'aquells territoris les incursions dels kashka. Hattusilis la va restaurar i repoblar un temps després de la creació del regne.